# مسجد جامع خورمیز سفلی
مسجد جامع خورمیز سفلی مربوط به دوره قاجار است و در شهرستان مهریز، جنب قلعه قدیمی خورمیز واقع شده و این اثر در تاریخ ۱۶ مهر ۱۳۷۹ با شمارهٔ ثبت ۲۸۰۲ به‌عنوان یکی از آثار ملی ایران به ثبت رسیده است.